# عين لحلالف (الوادين)
عين لحلالف هو دُوَّار يقع بجماعة الوادين، إقليم مولاي يعقوب، جهة فاس مكناس في المملكة المغربية. ينتمي الدوّار لمشيخة الوادين التي تضم 26 دوار. يقدر عدد سكانه بـ 206 نسمة حسب الإحصاء الرسمي للسكان والسكنى لسنة 2004.

## روابط خارجية
- البوابة الوطنية للجماعات الترابية نسخة محفوظة 12 مارس 2018 على موقع واي باك مشين.
- المندوبية السامية للتخطيط